# Universidad Nacional Chung Hsing
La Universidad Nacional Chung Hsing (chino tradicional: 國立中興大學; chino simplificado: 国立中兴大学; inglés: National Chung Hsing University) es una universidad pública en Taichung, República de China (Taiwán). Según el Ministerio de Educación, esta es la mejor universidad de la zona central de Taiwán.

## Historia
La universidad ha experimentado un número de etapas significativas de cambio. Comenzó como la Academia Avanzada de Agronomía y Forestal (Advanced Academy of Agronomy and Forestry), fundada por los japoneses en Taipéi en 1919. Después de 1928, la academia hizo un departamento especial afiliado a la "Taihoku Imperial University" (actualmente llamado National Taiwan University). Pero el departamento otra vez se convirtió en una institución independiente en 1943, y fue movido a Taichung.
Después de que el Kuomintang asumiera el control de Taiwán en 1945, la institución fue reorganizada y renombrada como Provincial Taichung Agricultural Junior College. En 1946, la universidad se desarrolló en una institución más alta, Taiwan Provincial College of Agriculture. Luego en 1961, se combinó la nueva universidad establecida con la College of Science and Engineering en el mismo campus de Taichung y la College of Law and Business fundado en Taipéi en 1949, para convertirse en Taiwán Provincial Chung Hsing University.
En 1968 otras escuelas y el College of Liberal Arts fue agregado al campus de Taichung. Así la universidad continuó creciendo de tamaño, pero no era hasta 1971 que se convirtió en una universidad nacional, y asumió su actual nombre: National Chung Hsing University. La Facultad de Veterinaria fue establecida en septiembre de 1999. En febrero de 2000, el campus de Taipéi incluyendo la Facultad de Derecho y de Negocio y la escuela nocturna de Taipéi fue combinado en nuevamente establecido National Taipei University. La College of Social Science and Management fue establecida en el campus de Taichung en el mismo tiempo. En agosto de 2002, la División de Extensión y el Centro de Extensión de Educación fueron combinados en la División de Extensión para Inservicio y Formación Permanente.

## Campus
El campus de Taichung tiene la Facultad de Artes Liberales, la Facultad de Recurso Naturales Agrícolas, la Facultad de Ciencias, la Facultad de Ingeniería, la Facultad de Ciencias de la Vida, la Facultad de Veterinaria, la Facultad de Ciencias Sociales y Administración, y la División de Extensión para Inservicio y Formación Permanente. El campus está localizado en el Distrito Sur de la ciudad de Taichung con un área aproximada de 53 hectáreas.
La universidad posee cuatro bosques experimentales situados en Nuevo Taipéi, en el condado de Nantou, en Taichung, y en Tainan, respectivamente. También posee dos granjas experimentales situadas en los distritos de Wufeng y Wuri de Taichung.

## Organización
- Facultad de Artes Liberales
  - Departamento de Historia
  - Departamento de Lenguaje Chino
  - Departamento de Lengua Extranjera
  - Instituto de Licenciatura de Biblioteca and Ciencias de Información
  - Instituto de Licenciatura en Literatura Taiwanesa
  - El Centro de Lengua
- Facultad de Agricultura y Recurso Naturales
  - Departamento de Agronomía
  - Departamento de Horticultura
  - Departamento Forestal
  - Departamento de Economía Aplicada
  - Departamento de Plantación Patológica
  - Departamento de Entomoligía
  - Departamento de Ciencias de Animales
  - Departamento de Ciencias Ambientales del Suelo
  - Departamento de Consercación de Suelo y Agua
  - Departamento de Ciencias de Alimentos y Biotecnología
  - Departamento de Ingeniería Mecánica Bio-industrial
  - Instituto de Licenciatura en Biotecnoligía
  - Instituto de Licenciatura en Plantación Rural
  - Departamento de Extensión Bio-Industrial and Gestión
- Facultad de Ciencias
  - Departamento de Matemática Aplicada
  - Departamento de Química
  - Departamento de Física
  - Departamento de Ciencias Informáticas
- Facultad de Ingeniería
  - Departamento de Ingeniería Mecánica
  - Departamento de Ingeniería Civil
  - Departamento de Ingeniería Ambiental
  - Departamento de Ingeniería De Materiales
  - Departamento de Ingeniería Eléctrica
  - Departamento de Ingeniería Química
  - Instituto de Licenciatura de Ingeniería en Precisión
  - Centro de Desarrollo de Ingeniería Tecnológica
- Facultad de Ciencias de la Vida
  - Departamento de Ciencias de la Vida
- Facultad de Medicina Veterinaria
- Departamento de Medicina Veterinaria
- Facultad de Ciencias Sociales y Administración
  - Departamento de Finanzas
  - Departamento de Administración de Negocios
  - Departamento de Leyes Económicas y Fincacieras
  - Departamento de Marketing
  - Departamento de Sistema Informático de Gestión
  - Instituto de Licenciatura de Política Internacional
  - Instituto de Licenciatura de Tecnología y Gestión de Innovación
  - Instituto de Licenciatura de Leyes para Ciencias y Tecnología
  - Instituto de Licenciatura de Contabilidad
  - Instituto de Licenciatura de Comercio Electrónico
  - Master Ejecutivo de Programas Administrativos de Negocios
  - Centro de Estudio para Taiwaneses del extranjero
  - Centro de Recursos de Desarrollo Industrial
- Centro de Biotecnología